# Medalha Hannan
A Medalha Hannan em Ciências Matemáticas (em inglês:  Hannan Medal in the Mathematical Sciences, abreviada como Medalha Hannan) é um prémio conferido a cada dois anos pela Australian Academy of Science em reconhecimento de feitos de australianos nos campos da matemática pura, matemática aplicada e computacional e estatística.
Comemora o matemático Edward J. Hannan, autor de obras em análise de séries temporais.

## Premiados
Fonte:
| Ano  | Premiado             | Instituição                      | Local     | Campo                               | Observações |
| ---- | -------------------- | -------------------------------- | --------- | ----------------------------------- | ----------- |
| 2017 | Frank Robert De Hoog | CSIRO                            | Austrália |                                     | [ 1 ]       |
| 2015 | Alan McIntosh        | Australian National University   | Canberra  | Matemática pura                     | [ 2 ]       |
| 2015 | Gus Lehrer           | University of Sydney             | Sydney    | Matemática pura                     | [ 2 ]       |
| 2013 | Matthew Wand         | University of Technology, Sydney | Sydney    | Estatística                         |             |
| 2011 | Colin Rogers         | University of New South Wales    | Sydney    | Matemática aplicada e computacional |             |
| 2009 | E. Norman Dancer     | Universidade de Sydney           | Sydney    | Matemática pura                     | [ 3 ]       |
| 2007 | Eugene Seneta        | Universidade de Sydney           | Sydney    | Estatística                         | [ 4 ]       |
| 2005 | Richard Peirce Brent | Australian National University   | Canberra  | Matemática aplicada e computacional | [ 5 ]       |
| 2003 | J. Hyam Rubinstein   | University of Melbourne          | Melbourne | Matemática pura                     |             |
| 2001 | Adrian J. Baddeley   | University of Western Australia  | Perth     | Estatística                         |             |
| 1998 | Anthony J. Guttmann  | University of Melbourne          | Melbourne | Matemática aplicada e computacional |             |
| 1996 | Neil S. Trudinger    | Australian National University   | Canberra  | Matemática pura                     | [ 6 ]       |
| 1994 | Peter G. Hall        | University of Melbourne          | Melbourne | Estatística                         |             |
| 1994 | Christopher C. Heyde | Australian National University   | Canberra  | Estatística                         |             |